# Ernesto Sirolli
Ernesto Sirolli (Altino, 22 settembre 1950) è un economista e politologo italiano con esperienza nel campo dello sviluppo economico locale. È autore di due libri, Ripples from the Zambezi (1995 e 1999) e How to Start a Business and Ignite your Life (2012)..

## Biografia
Ernesto Sirolli è nato in Italia e ha trascorso parte della sua infanzia in Libia. Ha poi studiato Scienze Politiche all'Università di Roma e ha conseguito un dottorato di ricerca alla Murdoch University di Perth, Western Australia, nel 2004.

## Carriera
Ernesto Sirolli ha iniziato la sua carriera presso una ONG italiana in Africa.  Nel 1985, ha fondato il Sirolli Institute for International Enterprise Facilitation, per fornire l'implementazione del progetto e la formazione Enterprise Facilitation per le organizzazioni di tutto il mondo.
Sirolli è autore di due libri. "Ripples from the Zambezi: passion, entrepreneurship, and the rebirth of local economies", pubblicato per la prima volta nel 1995 e rieditato nel 1999 Questo libro è elencato come lettura obbligatoria per diversi corsi universitari su affari e sviluppo sostenibile. Il suo secondo libro, intitolato "How to start a business and ignite your life: a simple guide to combining business wisdom with passion", è stato pubblicato nel 2012.
Ernesto Sirolli è professore in visita presso il Curtin University Sustainability Policy Institute e un membro del settore presso il Centro per la responsabilità sociale nel settore minerario dell'Università del Queensland, in Nuova Zelanda.
In qualità di oratore pubblico, Ernesto Sirolli ha guadagnato l'attenzione internazionale nel 2012 con il suo discorso TEDx "Shut Up and Listen". La presentazione ha ricevuto oltre 3 milioni di visualizzazioni ed è stata inclusa nel libro del fondatore di TED "TED Talks: The Official TED Guide to Public Speaking". Sirolli ha anche parlato alla radio NPR, alla radio SDPB, e in molte altre conferenze TEDx.
Nel 2016 Ernesto Sirolli ha ricevuto il 2016 IOEE International Lifetime Achievement Award for Entrepreneurship Education presso la Camera dei Lord dii Londra.

## Opere
- Sirolli, Ernesto (1995). Ripples In The Zambezi: Passion, Unpredictability And Economic Development. Institute For Science And Technology Policy, Murdoch University. ISBN 978-0869054000
- Sirolli, Ernesto (1999). Ripples from the Zambezi: passion, entrepreneurship, and the rebirth of local economies. British Columbia: New Society. ISBN 086-5713979. OCLC 54675326.
- Sirolli, Ernesto (2012). How to start a business and ignite your life: a simple guide to combining business wisdom with passion. Garden City Park, New York: Square One, 2012. ISBN 978-0757003745. OCLC 826659061.